# Man Go Fish
Man Go Fish – niemiecki duet muzyczny, powstały w 1989 roku, należący do nurtu new wave. Kompozycje grupy są bardzo zbliżone w brzmieniu do nagrań takich zespołów jak: The Stranglers, czy Depeche Mode. Zespół tworzą Santiago de Gil i Tomas Ek.

## Dyskografia

### Albumy studyjne
- Man Go Fish (1989)

1. "Day by Day" – 3:17
2. "My Best Friend is a Fly" – 3:45
3. "Little Rich Girl" – 4:52
4. "Paperplane" – 4:14
5. "Europe in the Rain" – 3:55
6. "Sentimental Me" – 3:40
7. "Go Fishing" – 3:47
8. "Go to Work" – 3:59
9. "Time Will Tell" – 4:09
10. "Who Am I" – 3:44
11. "Apollonia" – 4:41
12. "Lullaby" – 3:06

- Hoo Hoo (1992)

1. "Big Blue Car" – 3:36
2. "Country Girl" – 3:37
3. "Romeo and Juliet" – 3:38
4. "Hoo Hoo (Interlude)" – 0:19
5. "Live by the Sea" – 3:15
6. "Good Book" – 3:22
7. "A Day On The Beach" – 4:06
8. "Jacques Cousteau" – 3:48
9. "Hoo Hoo (Part I)" – 0:45
10. "Born with a Smile" – 3:11
11. "I Do Believe" – 5:00
12. "Let the Women Rule" – 3:31
13. "It Really Makes Me Moving" – 3:37
14. "Change" – 3:29
15. "A Chevrolet in My Mouth" – 2:54
16. "Hoo Hoo (Part II)" – 0:52
17. "Stay or Go" – 3:22
18. "A Friend in Rome" – 3:29
19. "Much Too Late" – 3:43

### Single
- "Day by Day" (1990)

1. "Day by Day (night mix)" – 6:17
2. "Apollonia" – 4:42
3. "Day by Day" – 3:14

- "Sentimental Me" (1990)

1. "Sentimental Me (long version)" – 7:52
2. "The Album Feature / Medley" – 5:02
3. "Let's Go to Bed" – 3:53 (utwór dodatkowy)

- "Romeo and Juliet" (1992)

1. "Romeo and Juliet" – 3:38
2. "Country Girl" – 3:37

- "Live by the Sea" (1992)

1. "Live by the Sea" – 3:15
2. "Change" – 3:29
3. "Hoo Hoo" – 1:39